# Присторонь
Присторонь (укр. Присторонь) — село в Репкинском районе Черниговской области Украины. Население 143 человека. Занимает площадь 0,95 км².
Код КОАТУУ: 7424482803. Почтовый индекс: 15060. Телефонный код: +380 4641.

## Власть
Орган местного самоуправления — Даничский сельский совет. Почтовый адрес: 15060, Черниговская обл., Репкинский р-н, с. Даничи, ул. Победы, 21.